# AGF Fodbold (kvinder)
 Ikke at forveksle med AGF Fodbold.
AGF Fodbold (kvinder) eller AGF Kvindefodbold ApS er en dansk kvindefodboldklub hjemmehørende i Aarhus. Holdet spiller i Gjensidige Kvindeligaen . Holdets cheftræner var senest den tidligere danske landsholdsspiller Michael Schjønberg.
Klubben blev stiftet i marts 2020, hvori de tre klubber VSK Aarhus, IF Lyseng og AGF Fodbold, gik sammen om at have et fælles kvindehold i landets bedste række Elitedivisionen. Klubben skulle dermed optræde under AGF's spilletrøjer og under navnet AGF. Her blev klubben etableret et anpartsselskab 'AGF Kvindefodbold ApS', hvor AGF A/S ejer 80% og VSK Aarhus og IF Lyseng hver især ejer 10%.
Kvindeliga-holdet træner og spiller deres ligakampe på Ceres Park og udvalgte kampe på den tidligere hjemmebane Vejlby Stadion, mens U18 DM-holdet har Lyseng Stadion som fast base. Arbejdernes Landsbank er har siden klubbens etableret været hovedsponsor for kvindeholdet.

## Tidligere historie
VSK Aarhus (Vejlby Skovbakken Aarhus) var dannet ved en fusion af VIK Fodbold og Skovbakken Herrefodbold pr. 1. juli 2016. I 2017 blev Skovbakken Kvindefodbold en del af denne fusion.
Siden 2002 har 1. holdet været repræsenteret i landets bedste række, Elitedivisionen, hvor man har vundet adskillige bronzemedaljer og to gange har holdet været i pokalfinalen, ligesom klubben har været aktiv part i DBU's udviklingsprojekter for dansk kvindefodbold både på senior og ungdomssiden.
Aarhus har gennem flere årtier spillet en vigtig rolle i udviklingen af dansk kvindeelitefodbold. Hjortshøj-Egå IF sikrede byen i alt 10 danske mesterskaber, inden klubbens kvindeafdeling i 2002 valgte af fusionere med Skovbakken Fodbold med VR Centret som ramme. Det anså klubben for at være den bedste mulighed for at opnå den nyindførte licens til at spille på øverste niveau, og lige siden har elitefodbolden på kvindesiden for alvor taget fart i VSK Aarhus.
Gennem årene har en lang række A-landsholdsspillere repræsenteret Skovbakken/VSKs farver bl.a. Lisbeth Kolding, Mia Kjærsgaard Andersen, Nanna Johansen, Pernille Harder, Nadia Nadim, Sanne Troelsgaard, Sofie Junge Pedersen og sidst Stine Ballisager Pedersen og Rikke Marie Madsen.
Da AGF begyndte at satse på kvindefodbold og i 2020 gik sammen med Lyseng og VSK om et aarhusiansk elitehold, overtog holdet VSK's plads i Gjensidige Kvindeligaen. I sommeren 2021 hentede klubben den tidligere danske stjernespiller, Katrine S. Pedersen ind som cheftræner. Imidlertid lykkedes det ikke for hende og holdet at kvalificere sig til medaljeslutspillet i de to sæsoner, hun var i klubben, og hendes kontrakt blev derpå ikke forlænget. Efter at have haft en midlertidig løsning gennem foråret 2023 hentede klubben i sommeren den tidligere mandlige landsholdsspiller Michael Schjønberg ind som ny cheftræner i for førsteholdet.

## Klubbens titler
Klubbens titler er medregnet VSK Aarhus' hidtidige resultater.
- Elitedivisionen:
  - Bronze (9): 2004, 2005, 2008, 2009, 2010, 2011, 2012, 2017, 2019
- DBUs Landspokalturnering:
  - Guld (1): 2009
  - Finalist (2): 2006, 2010
  - Semifinalist (1): 2011

## Spillertrup
Oversigten er opdateret til og med 21. august 2024.
| Nr. | Land        | Position | Spiller             |
| --- | ----------- | -------- | ------------------- |
| 1   | Danmark     | MM       | Katrine Svane       |
| 2   | Norge       | FO       | Tina Fremo          |
| 3   | New Zealand | FO       | Ally Green          |
| 4   | Danmark     | FO       | Sofie Vendelbo      |
| 5   | Danmark     | FO       | Johanne Guldbæk     |
| 6   | Danmark     | MI       | Sarah Sundahl       |
| 7   | Danmark     | MI       | Cecilie Johansen    |
| 8   | Danmark     | MI       | Sarah Dyrehauge     |
| 9   | Danmark     | AN       | Signe Holt Andersen |
| 10  | Danmark     | MI       | Mathilde Rasmussen  |

| Nr. | Land    | Position | Spiller                |
| --- | ------- | -------- | ---------------------- |
| 11  | Danmark | AN       | Laura Høgh Faurskov    |
| 12  | Danmark | FO       | Signe Baattrup         |
| 15  | Danmark | MI       | Mariann Høgh Nielsen   |
| 16  | Danmark | AN       | Mie Lerche             |
| 18  | Danmark | MI       | Elvira Bull Nejmann    |
| 19  | Danmark | FO       | Sofie Louise Jørgensen |
| 22  | Danmark | MM       | Marie Gade             |
| 25  | Danmark | FO       | Julie Mathiasen        |
| 26  | Danmark | FO       | Laura Kjærsgaard       |
| 27  | Danmark | FO       | Maria Lynge Olesen     |

### Trænerteam
| Rolle           | Navn                   |
| --------------- | ---------------------- |
| Cheftræner      | (vakant)               |
| Assistenttræner | Marie Lynge Olesen     |
| Assistenttræner | Søren Holm             |
| Målvogtertræner | Søren Holm             |
| Fysisk træner   | Mattias Matzeu Malchau |
| Fysioterapeut   | Casper Bennick         |

## Trøje- og hovedsponsor
| Periode | Trøjesponsor | Hovedsponsor                                      |
| ------- | ------------ | ------------------------------------------------- |
| 2020-   | Hummel       | Arbejdernes Landsbank Bravida Ceres Salling Group |

## Stadion
- Navn: Ceres Park
- By: Aarhus
- Kapacitet: 19.433
- Adresse: Stadion Allé 70, 8000 Aarhus